# Astomum austrocrispum
Astomum austrocrispum là một loài rêu trong họ Pottiaceae. Loài này được (Beckett) Broth. mô tả khoa học đầu tiên năm 1901.